# Woodside Petroleum
Pour les articles homonymes, voir Woodside.
Woodside Petroleum est une compagnie pétrolière basée en Australie, que Shell a plusieurs fois, en vain, tenté de racheter.  

## Histoire
Sa fondation date de 1954, et fut décidée pour exploiter le premier gisement de pétrole trouvé dans le pays.
En septembre 2015, Woodside Petroleum lance une offre d'acquisition Oil Search, une autre entreprise pétrolière australienne, de 8 milliards de dollars, cette dernière rejette l'offre peu après.
En août 2021, BHP Group annonce la vente de ses activités dans les hydrocarbures à Woodside Petroleum pour 28 milliards de dollars américains en action, les actionnaires de BHP Group devenant ainsi actionnaires à 48 % de Woodside Petroleum.
En juin 2024, Woodside commence l'exploitation d'un gisement de pétrole offshore dans le gisement de Sangomar situé dans les eaux sénégalaises, à environ 100 km au sud de Dakar. Elle vise la production de 100 000 barils par jour.

## Activité
Sa production en pétrole et en gaz totalise plus de 60 millions de barils par an (en additionnant le gaz avec le pétrole sous forme d'une équivalence énergétique). L'Australie reste la principale zone d'activité de Woodside, qui détient cependant des licences d'exploitation et/ou de production dans une dizaine d'autres pays. 
Woodside est un très important producteur de gaz naturel liquéfié, opérant le projet "Northwest Shelf" en Australie.
La société est au cœur d'une coentreprise qui exploite le gaz naturel de la zone de Greater Sunrise située entre l'Australie et le Timor oriental, et qui est au centre d'un désaccord concernant les frontières maritimes entre les deux pays à propos du Timor Gap.